# Alberik II van Utrecht
Alberik II was bisschop van Utrecht van 838 tot 844.
Alberik was een broer van zijn voorganger Frederik I. Over zijn bewind is niets met zekerheid bekend. Hij werd in de Sint-Salvatorkerk in Utrecht begraven.